# جارامبا الهجومية 2008-2009
بدأ هجوم غارامبا 2008-2009 الذي أطلق عليه اسم عملية البرق الرعد في 14 ديسمبر 2008 عندما شنت القوات الأوغندية والكونغو الديمقراطية والجنوبية المشتركة هجومًا فاشلًا. ضد جيش الرب للمقاومة في منطقة (جارمبا) في جمهورية الكونغو الديمقراطية 

## خلفية
في يونيو عام 2008م بعد أن هاجم جيش الرب للمقاومة وقتل 23 شخصاً في جنوب السودان، بينهم 14 جندياً، وقال متحدث عسكري أوغندي إن أوغندا وجمهورية الكنغو الديموغرطية والسودان ستشن هجوماً مشتركاً ضد جيش الرب للمقاومة إذغ فشل زعيمها (جوزبف كوني) في الإتزام إلى محادثات جوبا للسلام.
في الوقت نفسه أعلن وزير الإعلام في جنوب السودان (غابرييل تشانجسون) أن جيش الرب للمقاومة قد بدأ الحرب، وأن جنوب السودان لن يكون المكان الذي سيشن فيه الحرب  وفي الشهر نفسه أبلغ الدبلوماسيون أن جيش الرب للمقاومة فقد حصل على أسلحة جديدة وأنه كان يجند قسراً جنودًا جددًا مضيفًا 1000 مجند إلى 600 جندي كانوا في حوزتهم 
أدى الهجوم الذي شنته «القوات الأوغندية» على جيش الرب للمقاومة في شمال أوغندا وعبر الحدود في جنوب السودان إلى نقل المتمردين إلى ( متنزه جارامبا الوطني ) الكثيف الغابات في ( جمهورية الكونغو الديمقراطية ) . وعندما هاجموا وقتلوا المدنيين هناك تعهدت الحكومة الكونغولية بتدمير جيش الرب للمقاومة.

## العملية
في نوفمبر عام 2008م وقع الرئيس الأمريكي (جورج دبليو بوش) شخصياً التوجيه إلى قيادة الولايات المتحدة لأفريقيا لتقديم المساعدة مالياً ولوجستياً إلى الحكومة الأوغندية حلال الهجوم  ساعد جيش الولايات المتحدة في مراحل التخطيط للعملية كما قدم الدعم التفني والمالي في شكل هواتف تعمل بالقم الصناعي والوقود.
في 14 ديسمبر 2008م صدر بيان يعلن العملية في العاصمة الأوغندية كمبالا من قبل رؤساء المخابرات في القوات المسلحة في البلدان الثلاثة : القوات المسلحة لجهورية الكنغو الديمقراطية، وقوات الدفاع الشعبية الأوغندية و السودان . جيش التحرير الشعبي . وقال البيان "نجحت القوات المسلحة الثلاثة في مهاجمة الجسم الرئيسي ودمرت المعسكر الرئيسيس (لجوزيف كوني) الذي يطلق عليه اسم معسكر السواحلي وأشعلته في النار ذكرت الحكومة الأوغندية في21 ديسمبر 2008م أن 70٪ من معسكرات جيش الرب للمقاومة دمرت حتى الآن  ومع ذلك فيد أُفيد أيضاً أن هذه المعسكرات كانت ارغة بالفعل عند مهاجمتها  في 24 ديسمبر 2008م ذكرت أوفندا أن إحدى طائراتها من طراز ميج 21  تحطمت في جمهورية الكونغو الديمقراطية. "فشل الطيار، بوسكو أوبيو، في استعادة الطائرة من الغوص وسقطت على الأرض، ومات على الفور، كما اشتعلت النيران في الطائرة. قال بادي أنكوندا المتحدث باسم الجيش الأوغندي إن الحادث مجرد حادث فني.
بحلول ياناير 2009م وفقاً لمسؤول كنغولي تم هزيمة جيش الرب للمقاومة ، وفقد معظم إمدادته الغذائية وكان هارباً وقريباً جداً من حدود جمهورية إفريقيا الوسطى التي عززت قوتها على الحدود ومع ذلك أشارت تقارير أخرى إلى أن جيش الرب للمقاومة إنقسم إلى وحدات أصغر  وفي عمليات إنتقامية ضد الهجوم، هاجم جيش الرب للمقاومة المدنيين الذين يشتبه في دعمهم للعملية وإغتصاب القرويين وتشويههم وقتلهم.

## الانسحاب الأوغندي
في 15 مارس 2009 أنهت أوغندا بشكل مفاجئ مشاركتها في الهجوم وبدأت في سحب قواتها من (جارامبا) الانسحاب وفقا لللفتنانت جنرال ( إيفان كوريتا )، نائب قائد قوات الدفاع، كان بسبب اتفاق تم توقيعه مع جمهورية الكونغو الديمقراطية خلال حفل تسليم في (غارامبا ) رئيس أركان جمهورية الكونغو الديمقراطية الجنرال وقال : (ديدييه إيتومبا لونجيلا ) إن الكونغو ستواصل مطاردة جيش الرب للمقاومة حتى يتم تحييدها. على الرغم من أن أحد المصادر وصف وحدات الجيش الكونغولي المخصصة لهذه المهمة بأنها جنود مدربون تدريباً ضعيفًا ويتقاضون رواتب منخفضة وكانوا في كثير من الأحيان يقرون القرويين الذين يُقصد منهم حمايتهم  واصل جيش الرب للمقاومة ترويع المناطق في جمهورية أفريقيا الوسطى وجمهورية الكونغو الديمقراطية وجنوب السودان.